# Legend of a Fighter
Pour plus de détails, voir Fiche technique et Distribution.
Legend of a Fighter (霍元甲, Huo Yuan Jia) est un film hongkongais réalisé par Yuen Woo-ping, sorti en 1982.

## Synopsis
Fok Yuen Gap est le fils cadet d'un artiste martial. Il désir suivre la voie de son père mais celui-ci le juge trop faible et préfère enseigner son art à ses 2 autres fils.  Le jeune Fok Yuen Gap est contraint de suivre une carrière d'homme lettré sous la tutelle d'un professeur. Ce professeur s'avère être un expert en art Martiaux. Il cherche à observer le style de la famille Fok. Néanmoins il s'ouvre au jeune Yuen et lui offre un double enseignement: des lettres et des art martiaux.

## Fiche technique
- Titre Original : 霍元甲 Huo Yuan Jia ou Secret Master
- Date : 1982
- Réalisateur et chorégraphe : Yuen Woo-ping
- Société de production : Seasonal Film Corporation
- Genre : Action, Drame, Comédie
- Durée : 1h35
- Pays d'origine : Hong Kong

## Distribution
- Bryan Leung
- Yasuaki Kurata
- Bruce Leung